# WOI-Tower
WOI-Tower – maszt radiowy w mieście Alleman w stanie Iowa, USA. Wybudowany w 1972 roku. Wysokość jego wynosi 609,6 metra.